# TVN Meteo Active
 (avril 2019).
TVN Meteo Active est une chaîne polonaise de fitness de groupe TVN. La chaîne lancée le 16 mai 2015 et remplace la chaîne TVN Meteo.[réf. nécessaire]